# Del tha Funkee Homosapien

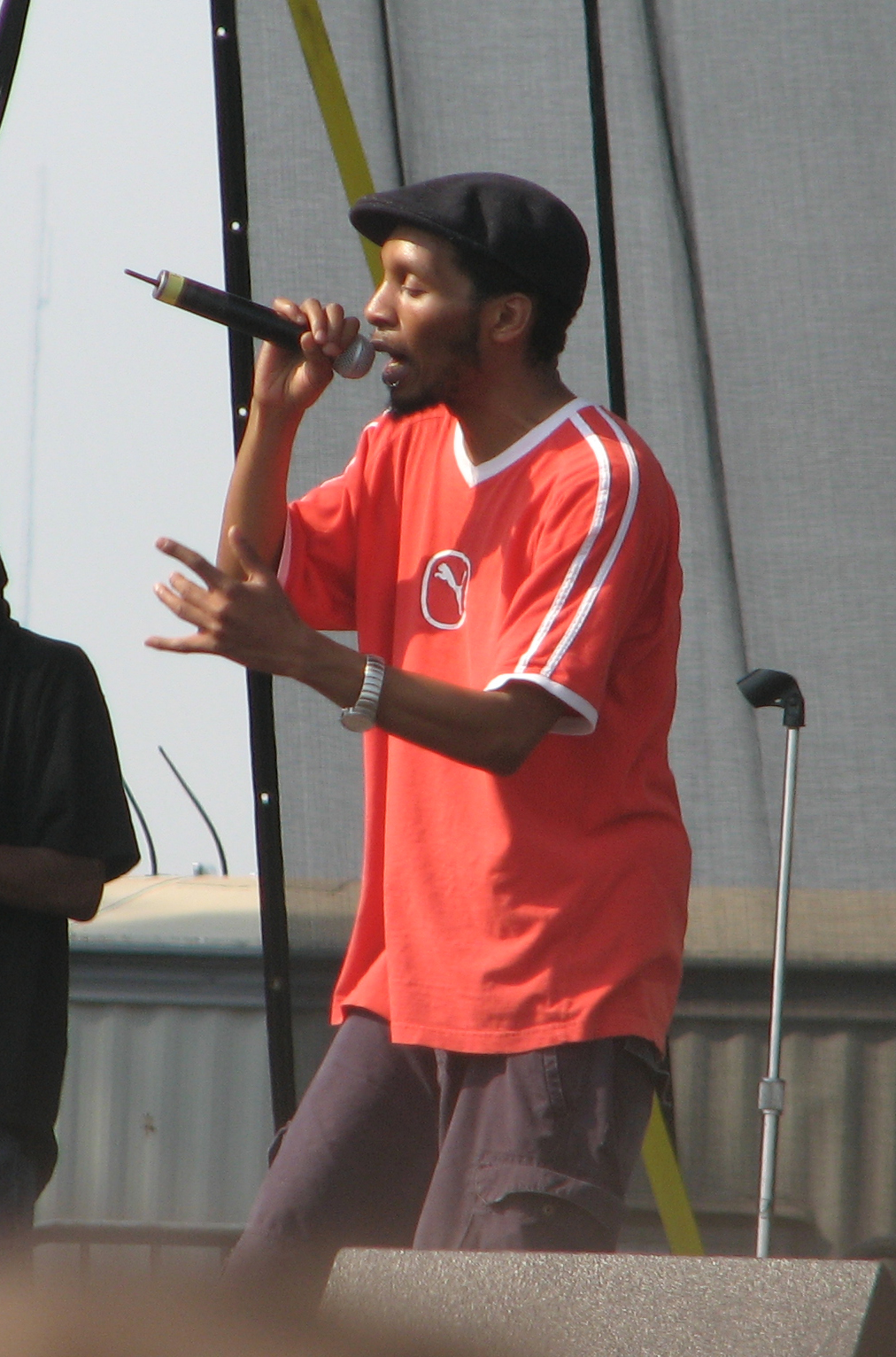
Del tha Funkee Homosapien (2008)

Del tha Funkee Homosapien (* 12. August 1972 in Oakland, Kalifornien; bürgerlich Teren Delvon Jones), auch bekannt unter dem Pseudonym Deltron, ist ein US-amerikanischer Rapper. Er wurde vor allem durch seinen innovativen, experimentellen und humorvollen Stil bekannt.

## Karriere
Jones begann seine Karriere als Textschreiber für Da Lench Mob, das Bandprojekt seines Cousins Ice Cube. 1991 veröffentlichte er sein erstes Soloalbum I Wish My Brother George Was Here (mit dem Hit Mistadobalina), welches von Ice Cube produziert wurde.
Die folgende Veröffentlichung No Need for Alarm 1994 kam ohne Ice Cube zustande. Das Album war kein kommerzieller Erfolg, weshalb sich seine Plattenfirma Elektra Records von Jones trennte. Er gründete sein eigenes Plattenlabel Hiero Imperium, auf dem dann das Album Future Development 1998 erschien.
Als Mitglied der Gruppe Hieroglyphics war er einer der Rapper und Produzenten des Albums 3rd Eye Vision. Das Album wurde sowohl von der Kritik als auch von den Fans positiv aufgenommen.
Sein viertes Album Both Sides of the Brain erschien 2000.
Im selben Jahr gründete Del gemeinsam mit dem Produzenten Dan „The Automator“ Nakamura und dem DJ Kid Koala das Hip-Hop-Projekt Deltron 3030. Del übernimmt in der futuristischen Supercrew den Part des fiktiven Helden Deltron Zero. Deltron Zero und Dan The Automator wirkten später auch im Bandprojekt Gorillaz mit.

## Diskografie

### Del tha Funkee Homosapien
- 1991: I Wish My Brother George Was Here
- 1993: No Need for Alarm
- 1998: Future Development (war ursprünglich nur als Kassette erhältlich, erst seit 2001 auf CD)
- 2000: Both Sides of the Brain
- 2004: The Best of Del tha Funkee Homosapien: The Elektra Years
- 2008: Eleventh Hour
- 2009: Funk Man
- 2009: Automatik Statik
- 2010: It Ain’t Illegal Yet
- 2011: Golden Era
- 2014: Iller Than Most

### Hieroglyphics
- 1998: 3rd Eye Vision
- 2003: Full Circle
- 2007: Over Time
- 2013: The Kitchen

### Deltron 3030
- 2000: Deltron 3030
- 2013: Deltron Event II

### Gorillaz
- 2001: Clint Eastwood
- 2001: Rock the House
- 2023: Captain Chicken

### Del tha Funkee Homosapien und Tame One
- 2009: Parallel Uni-Verses